# Досифей II (патриарх Иерусалимский)
Патриа́рх Досифе́й II Нотара́ (греч. Πατριάρχης Δοσίθεος Β΄ Νοταράς; 31 мая 1641, Арахова (совр. Эксохи, Греция) — 7 февраля 1707, Константинополь) — епископ Иерусалимской православной церкви, патриарх Святого Града Иерусалима и всея Палестины (1669—1707).

## Биография
Родился 31 мая 1641 года в селе Арахова (ныне — Эксохи) в Ахее в семье торговца Николая Скарпета, возводившего свою родословную к Константинопольским Нотара. Патриарх Иерусалимский Паисий, также уроженец Пелопоннеса, был другом родителей Досифея и предложил устроить ему образование в Константинополе.
Учителем его стал философ Иоанн Кариофил, который, несмотря на приверженность к некоторым еретическим воззрениям, образовал немало ведущих греческих богословов своего времени. В Константинополе Досифей освоил латынь и итальянский, турецкий и арабский языки.
Патриарх Паисий взял его к себе в услужение и молодой Досифей сопровождал патриарха в качестве секретаря во время поездки на Кавказ, присутствовал при смерти патриарха на острове Кастелоризо в 1660 году.
Наследник Паисия на патриаршем престоле, Нектарий, вскоре назначил Досифея своим представителем в Молдавии, что было ответственной должностью, так как Патриархат владел там обширными имениями, приносившими Иерусалимской Церкви едва ли не большую часть доходов.
В 1668 году был возведён в сан митрополита Кесарии Палестинской.
В 1669 году, когда патриарх Нектарий отрёкся от престола и удалился на покой, на его место был избран Досифей: 23 января 1669 года, 27-летний Досифей взошёл на престол Святоградской Церкви.
Будучи Иерусалимским Патриархом, проживал значительную часть времени в Константинополе.
На протяжении своего предстоятельства Досифей прилагал усилия для распространения православного просвещения, основывая и поддерживая школы и типографии: в 1680 году он на средства Патриархата основал типографию в Четэцуйском монастыре в Молдавии которая сделалась ведущим центром книгопечатания в православном мире.
По просьбе патриарха Московского Иоакима отправил в Москву учёных братьев Лихудов, усилиями которых в 1685 году была создана Славяно-греко-латинская академия — первое русское высшее учебное заведение.
Трудами патриарха Досифея было издано огромное количество святоотеческих писаний и работ позднейших богословов, таких как его предшественник Нектарий. Благодаря своевременному опубликованию, многое удалось спасти от утраты.
Добившийся столь многого за свой 39-летний срок предстоятельства в Иерусалимской Церкви, патриарх Досифей II скончался 7 февраля 1707 года в своём подворье в Константинополе и был похоронен в монастыре св. Параскевы (ныне храм румыноязычной общины Стамбула). В 1715 году его останки  были перенесены в Палестину, в монастырь св. Сорока мучеников Севастийских.

## Богословское творчество и сочинения
Из его работ три трактата с опровержениями латинства — «Томос Каталлагис», «Томос Агапис» и «Томос Харас» — были опубликованы прижизненно.
Его главное произведение — «История Иерусалимских патриархов» — вышло в 1715 году в Бухаресте, под редакцией его племянника и наследника Хрисанфа. Сочинение — исследование всего исторического пути Православной церкви и ставит патриарха Досифея в ряд виднейших церковных историков.
Чувствуя необходимость точного изложения веры и не удовлетворившись «Православным исповеданием Петра Могилы», к изданию которого в 1699 году он написал пространное предисловие, в ходе Иерусалимского собора в 1672 году обратился к патриарху Константинопольскому Дионисию IV за окружным посланием, которое могло бы служить точным изложением веры. Патриарх Дионисий составил послание, которое было зачитано и принято на поместном Иерусалимском (Вифлеемском) соборе 1672 года; позже было издано в Яссах. Текст послания, известный как «Исповедание Досифея» (полное греческое название: греч. Τὰ Δογματικὰ καὶ Συμβολικὰ Μνημεῖα τῆς Ὀρθοδόξου Καθολικῆς Ἐκκλησίας) или, в совокупности с другими документами, «Послание патриархов восточно-кафолической Церкви о православной вере», приобрёл большое значение в православном мире и до сих пор считается одним из символических текстов Православной церкви. «Исповедание» пункт за пунктом опровергает кальвинистское по духу скандальное «Исповедание» патриарха Кирилла Лукариса, изданное в Женеве в 1629 году.

## Политическая деятельность. Участие в русских делах
Во время патриаршества Досифея борьба с латинянами за контроль над Иерусалимскими святынями разгорелась с новой силой. Патриарху путём создания нового органа управления делами Патриархата — «Совета Старейшин» — удалось поправить финансовое положение и оплатить долги, начать восстановление Вифлеемского храма, но конфликтному вопросу о Святой земле не суждено было утихнуть.
В российской историографии Досифей имеет репутацию сторонника России, информатора и советника русского правительства, царей.
В июле 1669 года дал своё согласие на повторный брак царя Алексея Михайловича с Натальей Нарышкиной. Выступал последовательным сторонником примирения царя с опальным патриархом Никоном, а позднее за его разрешение — вопреки воле Патриарха Иоакима.
Был советником посланника в Константинополе П. А. Толстого по всем вопросам дипломатических сношений с Портой; руководил сетью источников информации Московского правительства в различных местах Оттоманской империи. Тем не менее, никогда не посещал Москву лично.
До самого конца, вопреки уговорам и обещаниям мзды со стороны Московского правительства, был противником переподчинения Киевской митрополии Московскому патриахату, что было осуществлено в 1685—1686 годах, считая такое переподчинение противным канонам и усматривая в таком стремлении Московского правительства и патриарха «самолюбие церковников», то есть патриарха Иоакима, отношения с которым после 1686 года у него окончательно испортились.
Был защитником православия от инославных и иноверных нападок и влияний, боролся с унией в Трансильвании и заботился о восстановлении церквей в Грузии.